# Лиланд Хартуел
Лиланд Харисон (Лии) Хартуел е американски биолог, носител на Нобелова награда за физиология или медицина през 2001 г. заедно с Пол Нърс и Тим Хънт „за откриването на протеините регулиращи клетъчното делене“. При работата си с дрожди, Хартвел установява важната роля на при регулацията на клетъчния цикъл на чекпойнтовете и CDC (cell division cycle) гените, като CDC28, контролиращи старта на клетъчния цикъл.

## Биография
Роден е на 30 октомври 1939 г. в Лос Анджелис, САЩ. Получава бакалавърска степен в Калифорнийския технологичен институт през 1961 г. През 1964 г., защитава дисертация по биология в Масачузетския технологичен институт. От 1965 до 1968 г. работи като преподавател в Калифорнийският университет. По-късно през 1968 г. се мести в Вашингтонския университет.
В серия от експерименти през 1970 и 1971 г. Хартуел открива гените на клетъчния цикъл (cell division cycle, CDC) в мая (Saccharomyces cerevisiae). Тези гени регулират клетъчния цикъл, а мутации при тези гени често са асоциирани при неопластичните трансформации и рак.
През 1987 г. е избран за член на Национална академия на науките на САЩ. През 1996 г., Хартуел постъпва в Изследователския център за ракови заболявания „Фред Хъчисън“ в Сиатъл, а през 1997 г. става негов пръв президент и директор.